# Симбирское ремесленное училище графа Орлова-Давыдова
Симбирское ремесленное училище имени графа В. В. Орлова-Давыдова — учебное заведение Российской империи, открытое в Симбирске в 1871 году. С 2003 года — здание училища признано памятником градостроительства и архитектуры.
 Объект культурного наследия народов РФ местного значения. Рег. № 731610643330004 (ЕГРОКН). Объект № 7330613000 (БД Викигида)

## История
В октябре 1868 года бывший Симбирский губернатор граф Владимир Владимирович Орлов-Давыдов пожертвовал в распоряжение Симбирской Городской Думы 11000 рублей, чтобы на этот капитал в г. Симбирске было открыто ремесленное училище, для воспитания детей бедных городских жителей всех сословий. Дума первоначально предполагала на пожертвование учредить три городских ремесленных школы: одну для девочек и две для мальчиков, но это желание было скоро оставлено, потому что в мае 1870 года его отец — С.-Петербургский губернский предводитель дворянства, тайный советник граф Владимир Петрович Орлов-Давыдов, в память только что скончавшегося своего сына, присоединил к его пожертвованию ещё капитал в размере 22000 рублей, с тем чтобы устроить одно ремесленное училище, но с более обширной программой. Затем граф В. П. Орлов-Давыдов пожертвовал ещё 8000 рублей, на приобретение инструментов и вещей для училища.
Существующее здание оказалось тесным для училища, в связи с этим в 1879 года директор училища А. Д. Данилов разработал проект пансиона со спальными комнатами и мастерскими. В 1882 году строительство пансиона было завершено (северное крыло современного здания). Старое деревянное здание пансиона в 1884 году было продано на слом Чувашской школе. В 1879 году Попечительский совет училища получил проект главного здания училища, созданный известным петербургским архитектором Р. А. Гёдике. В 1899 году инженер Э. В. Спаннер по просьбе Попечительского совета внёс в проект Р. А. Гёдике следующие изменения: была изменена внутренняя планировка здания, с восточного (дворового) фасада была спроектирована апсида домовой церкви, по главному фасаду на одной оси с алтарем воздвигнута звонница. В 1902 году церковь была обустроена и освящена в честь равноапостольного князя Владимира.
Главный (западный) корпус училища был построен в период с 1900 по 1905 гг.
После революции здесь были политехническое училище, школа мастеров-техников, тракторный техникум и др. В период Гражданской войны 1918—1920 гг. часть помещений училища использовалась в качестве казарм для размещения воинских подразделений, равно Красной Армией и захватившими город летом 1918 года войсками Комуча. В дальнейшем продолжало эксплуатироваться для размещения учреждений профессионально-технического образования (Ульяновская профессиональная школа мастеров-техников имени Карла Либкнехта (на 1924)). В апреле 1932 года в здании начались занятия 1-го Всесоюзного авиатехникума Осоавиахим, готовившего младших авиатехников. За полгода до этого в Ульяновске открылась краевая летная школа Осоавиахим. В ноябре 1933 года два учебных заведения преобразованы в Объединённую школу пилотов и авиатехников ОСОАВИАХИМа. В 1940 году лётная школа передана в ведение Наркомата обороны и стала называться Ульяновская военная авиационная школа пилотов.
С 1945 года по настоящее время в здании располагается Ульяновский автомеханический техникум.

## Современность
Внешний вид здания сохранился без особых изменений с момента его последней перестройки 1905 года, утрачена домовая церковь и часть парапета.
Ныне в здание располагается Ульяновский автомеханический техникум — с 2009 года является структурным подразделением УлГУ.
Постановлением Ульяновской Городской Думы «О согласовании Перечня объектов культурного наследия (памятников истории и культуры) муниципального значения» № 332 от 29.10.2003 г., здание ремесленного училища графа В. В. Орлова-Давыдова признано памятником градостроительства и архитектуры.

## Директор
- Первым директором училища был потомственный почётный гражданин Михаил Васильевич Андреев[8].
- На 1879 год директор училища А. Д. Данилов.

## Попечительский совет
- С 1885 года в совет попечительства входил Сачков Александр Дмитриевич[9].

## Выпускники
- Смирнов-Ульяновский Валентин Александрович
- Андреев Владимир Семёнович
- Растёгин Григорий Сергеевич
- Одинцов Пётр Никитич
- Лимасов Михаил Иванович
- Гимов Михаил Андреевич
- Дементьев Пётр Васильевич
- Воскресенский Павел Иванович
- Вершинин Сергей Яковлевич